# Andrija Zlatić
Andrija Zlatić, né le 25 janvier 1978 à Užice, est un tireur sportif dans la catégorie masculine 10 m pistolet à air et 50 m pistolet.

## Palmarès

### Jeux olympiques
- Jeux olympiques de 2012 à Londres :
  -  Médaille de bronze en pistolet à air 10 m.